# 6e division blindée (France)
Pour les articles homonymes, voir 6e division.
La 6e division blindée (6e DB) est une ancienne unité de l'Armée de terre française pendant la guerre froide. Créée à Compiègne en 1951 et dissoute en 1957, elle est recréée de 1977 à 1984 à Strasbourg.

## Historique

### Première formation à Compiègne
La 6e division blindée est créée le 1er décembre 1951 par réunion de trois groupements blindés (GB), le GB no 2 (formé en 1946 à partir de la 2e division blindée) et les GB no 8 et no 9 formés en 1951. L'état-major divisionnaire est mis sur pied dès le début de l'année 1951.
La division a son état-major installé à Compiègne. Les opérations de la guerre d'Algérie la désorganise : le GB no 8 doit partir de juillet 1955 à février 1956 tenir garnison à Wetzlar pour remplacer les unités des forces françaises en Allemagne envoyées en Algérie puis diverses unités de la 6e DB rejoignent l'Algérie à partir d'août 1955. Les GB no 8 et no 9 deviennent des groupements d'instruction le 1er septembre 1956.
La division est finalement dissoute le 31 décembre 1957.

### Seconde formation en Alsace
La division est recréé le 1er août 1977 à Strasbourg. Elle succède à la 6e brigade mécanisée de la 7e division qui a existé du 1er février 1963 au 31 juillet 1977.
Le général commandant la 6e division blindée est également responsable de la 62e division militaire territoriale. 
La 6e division blindée est dissoute le 30 juin 1984. Elle est remplacée par la 6e division légère blindée à Nîmes. Elle est alors forte d'environ 8 000 hommes et dispose de 148 chars de combat AMX-30.

## Composition
Dans les années 1950, la division a la composition suivante :
- groupement blindé no 2 à Saint-Germain-en-Laye[1] :
  - Ier bataillon du régiment de marche du Tchad (I/RMT) à Pontoise ;
  - 501e régiment de chars de combat à Rambouillet ;
  - Ier groupe du 3e régiment d'artillerie coloniale à Vernon (Eure) ;
  - 182e compagnie de réparation de division blindée à Saint-Germain-en-Laye (182e escadron jusqu'en février 1952)
- groupement blindé no 8 à Reims[1] :
  - 1er bataillon de chasseurs à pied à Verdun et Mailly (puis Reims après septembre 1954)
  - 7e régiment de cuirassiers à Reims ;
    - remplacé par le 503e régiment de chars de combat le 1er août 1952 ;

  - 188e compagnie de réparation de division blindée à Reims (188e escadron jusqu'en février 1952).
- groupement blindé no 9 à Laon[1] :
  - 67e bataillon d'infanterie portée à Soissons ;
  - 6e régiment de cuirassiers à Sissonne ;
  - Ier groupe du 15e régiment d'artillerie à La Fère ;
  - 189e compagnie de réparation de division blindée à Sissonne (189e escadron jusqu'en février 1952).
- éléments organiques de division blindée (EODB/6)[1] :
  - 8e régiment de hussards à Lunéville puis Épernay (envoyé en Algérie dès août 1955) ;
  - 7e régiment de cuirassiers (à partir d'août 1952) à Reims puis à Noyon (à partir de septembre 1954) ;
  - Ier groupe du 17e régiment d'artillerie à Sedan (formé en avril 1952) ;
  - 486e groupe d'artillerie anti-aérienne légère à Amiens (formé en septembre 1954 et dissous en mai 1956) ;
  - 3e bataillon du génie à Mézières ;
  - 86e compagnie de transmissions à Compiègne :
    - devient 86e bataillon de transmissions en août 1952 ;
    - devient détachement de transmissions 86 en septembre 1956 ;
    - devient 56e compagnie de transmissions en mars 1957.

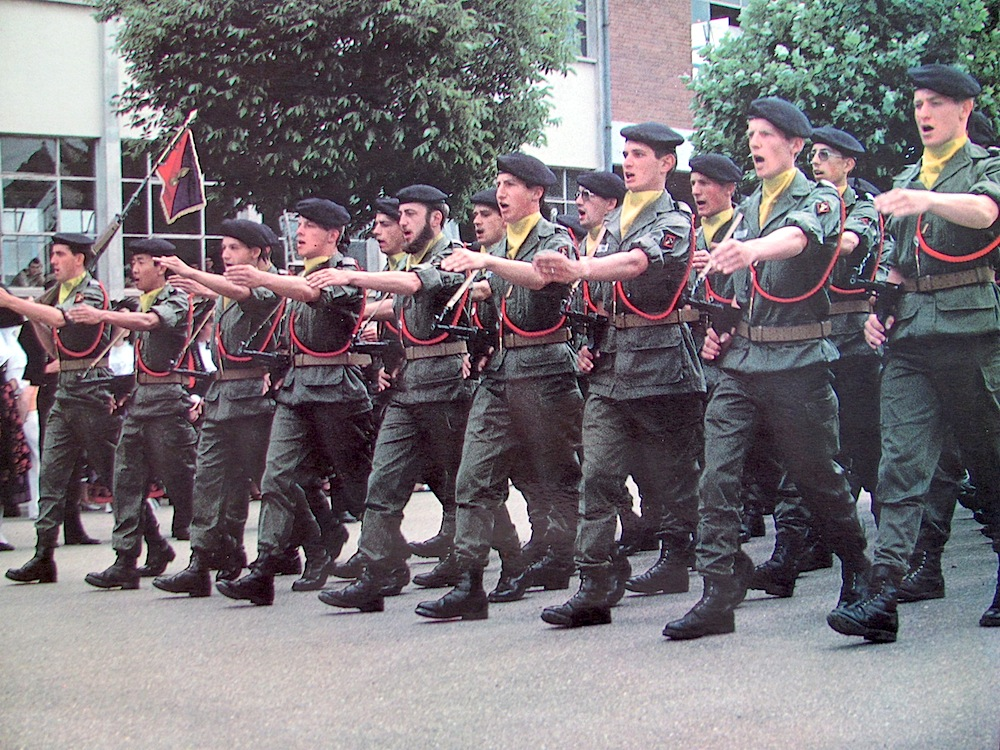
Défilé du à Mutzig en 1982.

Au début des années 1980, sa composition est la suivante :
- 152e régiment d'infanterie à Colmar ;
- 153e régiment d'infanterie à Mutzig ;
- 4e régiment de cuirassiers à Bitche ;
- 2e régiment de dragons à Haguenau ;
- 12e régiment d'artillerie à Haguenau ;
- 9e régiment du génie à Neuf-Brisach ;
- 6e escadron d'éclairage divisionnaire à Bitche ;
- 6e compagnie anti-chars à Colmar[réf. souhaitée] ;
- 6e régiment de commandement et de soutien à Strasbourg ;
- 6e escadron de circulation à Strasbourg[réf. souhaitée].

## Commandants
- 1951 - 1952 : général Lehr[1]
- 1952 - 1955 : général Durosoy[1]
- 1955 - 1957 : général Pernot du Breuil[1]
- 1957 : général Grout de Beaufort[1]

## Insignes
La 6e DB des années 1950 adopte un écu tranché d'azur et d'argent chargé d'un gantelet d'armes d'argent, haut, posé en barre. Le gantelet symbole la force blindée, l'écu est aux couleurs du fanion d'un commandant de division de cavalerie. Homologué G.919 en 1952, l'insigne métallique est fabriqué par l'entreprise Drago.
En 1977, la 6e DB reprend le gantelet de 1952 mais cette fois sur un écu aux armes (simplifiées) de l'Alsace où stationne la division.